# Jim l’Indien

Jim l'indien est un roman de Gustave Aimard et Jules Berlioz d'Auriac publié en 1884.

## Résumé
En 1862, Adolphe, dessinateur paysager, et sa cousine, Miss Maria, remontent le Minnesota pour aller chez l'oncle John. Adolphe veut peindre des indiens. Maria lui parle de Jim, devenu chrétien, qu'il rencontre chez John. Les indiens attaquent toutes les fermes alentour. Tous fuient avec Jim sauf Adolphe et Will, fils de John. Les indiens incendient la ferme et les 2 cousins fuient. Ils retrouvent les autres. Des sioux enlèvent les femmes. Will sauve Jim de la haine des soldats. Tous ensemble, ils libèrent les femmes mais Maggie, sœur de Will, est tuée. Ils vont à St Paul. Adolphe part avec Jim, et Maria épouse Will. Quand Adolphe meurt, Jim l'enterre près de Maggie et s'y laisse mourir.

## Commentaires
Le roman est la traduction (non créditée) du dime novel de Edward Stewart Ellis: Indian Jim. A Tale of the Minnesota Massacre, paru chez Beadle and Adams en 1864 dans la collection Beadle's Dime Novel. C'est un exemple de la vision populaire de l'Amérique avant l'arrivée des Western au cinéma.